# مهاری میلگرد در بتن آرمه
بتن آرمه [RC] یا بتن مسلح بتنی است که در آن آرماتورهای تقویت کننده (" میلگرد ")، شبکه‌های تقویتی، صفحات یا الیاف برای ایجاد پیوند و در نتیجه تقویت بتن در کشش، تعبیه شده‌است. این ماده کامپوزیتی، توسط باغبان فرانسوی جوزف مونیر در سال ۱۸۴۹ اختراع شد و در سال ۱۸۶۷ ثبت اختراع شد.

## شرح
معمولاً اصطلاح بتن فقط به بتنی گفته می‌شود که با آهن یا فولاد تقویت شده‌است. با این حال، مواد دیگر نیز، به عنوان مثال الیاف آلی و معدنی، کامپوزیت‌ها به اشکال مختلف، اغلب برای تقویت بتن استفاده می‌شوند. در مقایسه با مقاومت فشاری بتن، این ماده در کشش ضعیف است؛ بنابراین افزودن آرماتور باعث افزایش مقاومت بتن در کشش می‌شود. هدف دیگر تعبیه آرماتور در بتن، نگه داشتن مقاطع ترک خورده کششی در کنار هم است.

## مکانیسم عمل ترکیبی آرماتور و بتن
آرماتور در یک سازه بتن آرمه، مانند یک میلگرد فولادی، هیچگونه انتقال باری برای زیر بار رفتن همان کرنش یا تغییر شکل بتن اطراف ندارد تا از قطع ناپیوستگی، لغزش یا جدا شدن دو ماده تحت بار یعنی بتن و فولاد جلوگیری کند. حفظ عملکرد کامپوزیت بتن و فولاد، نیاز به انتقال بار بین بتن و فولاد دارد. تنش مستقیم از بتن به فصل مشترک فولاد با بتن منتقل می‌شود تا بتواند تنش کششی را در طول میلگرد تقویت کننده تغییر دهد. این انتقال بار با استفاده از پیوستگی (مهاری) حاصل می‌شود و به عنوان یک میدان تنش پیوسته که در مجاورت فصل مشترک فولاد - بتن ایجاد می‌شود، کامل می‌شود.

## مهاری (پیوستگی) در بتن: کد مشخصات
از آنجا که تنش واقعی پیوستگی در طول یک میلگرد مهار شده در منطقه تنش کششی متفاوت است، بیشتر کدهای بین‌المللی مشخصات، از مفهوم طول مهاری به جای تنش پیوستگی استفاده می‌کنند. همین مفهوم در مورد طول وصله که در کدها ذکر شده‌است، اعمال می‌شود که در آن طول وصله میلگردها (همپوشانی) بین دو میلگرد مجاور، برای حفظ استمرار تنش پیوستگی مورد نیاز در منطقه وصله میلگردها، ارائه شده‌است.